# 岡部長常
岡部 長常（おかべ ながつね、1825年（文政8年） - 1867年1月6日（慶応2年12月1日）は、江戸時代末期（幕末）の徳川幕府の幕臣。長崎奉行・外国奉行・大目付・神奈川奉行・軍艦奉行。幼名は彦十郎。兵衛尉、右兵衛尉、駿河守。長崎奉行在任中には日蘭修好通商条約の締結交渉、外国人居留地の造成、踏み絵の廃止、長崎養生所と長崎英語伝習所の創設による医学と外国語学の普及、長崎製鉄所の建設等に尽力するなど、幕末の名奉行として活躍した。

## 経歴
1825年（文政8年）、太田運八郎の子として生まれ、後に岡部長英の養嗣となる。江戸幕府将軍徳川家慶・家定の小姓を務め、1853年（嘉永6年）使番、1854年（安政元年）西丸目付となり、翌年目付に就いた。安政大地震の時には、江戸城内を冷静に指揮し混乱を最小限に抑えたという。
1855年（安政2年9月）、江戸幕府が開設した長崎海軍伝習所の目付として長崎へ赴任する。前任は永井尚志、後任は木村芥舟。1856年（安政3年）には海防掛も務め、長崎への赴任に際し、はじめて妻子随伴が認められた。海軍伝習所で教授される科目は航海術、運用術、造船、砲術の実技、天測の実技、数学、蒸気機関、鉄砲調練などがあったが、それらの伝習を監督する任務にあたった。任期中の1857年（安政4年）には、幕府がオランダに発注した新建造軍艦ヤッパン号（咸臨丸）が長崎に入港し、オランダ海軍2等軍医のポンペ・ファン・メーデルフォールトやオランダ海軍機関将校のヘンドリック・ハルデスらが来日し、第二次海軍伝習が始まり、新たな伝習生として松本良順らも入所した。この時のポンぺや松本との出会いが後述の医学の普及の貢献へと繋がっていく。
1857年（安政4年12月）に長崎奉行（江戸詰め）に着任し、日蘭修好通商条約の締結交渉（1858年8月18日／安政5年7月10日署名）を行う。同1858年（安政5年9月）に妻子同伴で再び長崎入りする。この頃の長崎奉行は2人制で、1年交代で江戸と長崎に詰めている体制下での赴任であった。在任中には、外国人居留地の造成、医学や外国語学の普及、長崎製鉄所の建設などにも尽力する。
1861年（文久元年11月）に外国奉行、翌1862年（文久2年6月）に大目付に転任。1863年（文久3年4月）には徳川慶喜に随従していた際、刺客に襲撃されるが難を逃れた。同年旧暦12月に作事奉行、1864年（元治元年11月）に神奈川奉行、次いで鎗奉行、1865年（慶応元年閏5月）に軍艦奉行、旧暦7月に清水小普請組支配となり、旧暦8月に辞職。
1866年（慶応2年）に死去。享年43。

## 外国人居留地の造成
1858年7月29日（安政5年6月19日）に日米修好通商条約を調印したのを皮切りに、長常が交渉したオランダとの条約のほか、1858年10月9日（安政5年9月3日）までにロシア、イギリス、フランスとも同様の条約（安政五カ国条約）を締結した。これらの修好通商条約は翌年から施行され、長崎港は再び貿易港として開かれることとなった。開港場には、条約国の外国人の住居を設ける必要性が出るが、長崎市内は人家が密集し、平地が少なく、外国人の住居や倉庫を建設する場所が足りなかった。前年の1857年（安政4年）10月頃には、大浦海岸一帯を、居留地に充てる計画で、その月から大村藩領から幕府の公領地となり、長崎代官の支配下となっていた。そうした中で、幕府から、長崎奉行の岡部長常に外国人居留地造成の命が下った。外国人居留地は、長崎港の大浦海岸一帯を埋め立てる方針で着手されることとなったが、これは長常の着想であったと言われている。

当初は、長崎奉行の監督の下、長崎での貿易を独占していた長崎会所が貿易で得た利銀で、新地周辺から大浦海岸一帯を埋め立てる計画があったが、当時既に会所の財政が厳しい状況となっていた。そこで、長常は、出島の例に倣って、市井の町人から出資者を募って、埋め立て事業を請け負わせて、工事完了後に、外国人から徴収する地代で償還する計画を立てた。しかし、長崎の町人らの間では、請け負う者が少なく、最初に請け負ったのは、天草赤崎村庄屋北野織部なる人物であった。埋め立て工事は3期に分けて進められ、北野が第1期、2期の約1万8千坪の埋め立てを請け負った。その後、さらに南へと拡大すべく第3期の浪の平海岸一帯の埋め立てを請け負ったのが、長崎の豪商であった小曽根六左衛門であった。当工事は、1860年（万延元年10月）に終わり、幕府はこの埋め立て地の北半分を外国人居留地に指定して買い取った。その後も埋め立て工事は梅ヶ崎海岸まで拡張されるなどして、居留地の全工事が完了したのは1863年（文久3年）であった。その後、区域を決めて町名が付けられたとされ、長常は、完成した外国人居留地の全貌を見ることはなかったが、知恵と実行力により、外国人居留地事業を推進した。

## 英学、英語教育の発展に貢献
1854年3月31日（嘉永7年3月3日）の日米和親条約を皮切りに、各国と和親条約が結ばれ、日本のおける洋学研究と教育の必要性が生じると、江戸幕府は蕃書和解御用で行われていた洋書翻訳事業を1855年（安政2年8月）に独立させて洋学所とし九段下に設置した。翌1856年3月（安政3年2月）には蕃書調所と改称された。
1857年（安政4年）には、幕府は長崎奉行に命じ、長崎海軍伝習所が設けられていた長崎西役所内に語学伝習所（洋語伝習所／英語、フランス語、ロシア語）を設立したが、1858年7月29日（安政5年6月19日）の日米通商修好条約を始めとして、長常が締結交渉を行った日蘭修好通商条約（1858年8月18日／安政5年7月10日署名）を含む安政五カ国条約が締結されていく中で、本格的に英語の通訳を養成することが必要となる情勢となった。
こうした状況の下、日米通商修好条約調印翌月の1858年（安政5年7月）には、立山役所の上手にある岩原目附屋敷内（現・長崎歴史文化博物館の場所）の奉行支配組頭永持亨次郎役宅に英語に特化する形で『長崎英語伝習所』（後の英語稽古所、洋学所）が設立されるが、岡部長常は、長崎奉行として江戸詰めでの期間も含めて、日本の英学教育の発展のため、伝習所の創設に尽力した。この長常が創設した『長崎英語伝習所』は日本初の系統的な英語教育機関とされ、開国当初、日本人へのキリスト教布教が許されていなかった外国人宣教師達の良き就職場所となり、後述のチャニング・ウィリアムズ（立教大学創設者）やグイド・フルベッキが英語教師を務めた。
また、既に長崎では1848年にラナルド・マクドナルドが長崎奉行井戸覚弘の指示の下で、収監されていた崇福寺の末寺である長崎西山郷（現・長崎市上西山町）にあった大悲庵に英語教室を開き、森山栄之助を始めとする蘭（オランダ）通詞が英語を学んだ実績もあったが、この頃には蘭通詞に加えて、長崎の唐通詞らも時流に応じて英語学習の必要性が増した。そうした中、1858年に唐通詞で大通詞を務める鄭幹輔が、長崎奉行の岡部長常に対し、英語の兼修を求める建白を行った。長常の指揮の下で、同年9月11日から、蘭（オランダ）通詞の9名（楢林栄左衛門、西冨太、名村五八郎、横山又之丞、北村元七郎、石橋助十郎（石橋政方）、岩瀬弥四郎、三島末太郎、磯田慶之助）が、長崎に寄港した米国軍艦ポウハタン号付の牧師ヘンリー・ウッドから約2ヵ月間に渡って英語教育を受けており、唐通事らも、こうした蘭通詞らの動きに負けじと英語教育の強化に着手を始めることとなる。同年9月20日には、米国聖公会の宣教師のエドワード・サイルが、日本来航時のペリー艦隊の首席通訳官をつとめたサミュエル・ウィリアムズとともに日本への伝道と学校開設を行う調査のために長崎に来日した。サイルは、ウッドが行う英学教育を見学し、日本での伝道と英学教育の有効性を確認し、長崎奉行の長常に対し、長崎に英語学校を開き、英語教師になることを提案した。サイルは長常の希望により、上海から長崎に英語教師として転任することを企てたが、この時は米国聖公会本部の許可がなく実現しなかった。
1858年（安政5年12月）に岡部長常は、何礼之助（何礼之、当時18歳）、平井義十郎（平井希昌、19歳）、太田源三郎（23歳）ら3名を含む5名の唐通事に、長崎新地前の「英人止宿所」に滞在する「英船乗組支那人」に就いて英語を学習することを命じた。1859年2月4日（安政6年正月2日）には、長常の命で、鄭幹輔は唐通詞ら（游龍彦三郎、彭城大次郎、大田源三郎、何礼之助（何礼之）、平井義十郎（平井希昌）、その他1名）を率いて、長崎に停泊中のアメリカ船に赴き、宣教師で医師でもあるマクゴーワン（Daniel Jerome Macgowan、瑪高温、マゴオン）に英語を教わった。マクゴーワンが停泊するアメリカ船で2週間ほど英語を教えた後は、船が出航したことから、それ以後は出島に滞在する米国人リチャード・J・ウォルシュ（ワルシ、Richard James Walsh、ウォルシュ兄弟の3番目の弟）が出島にある居宅及び興善町の唐通詞会所で英語を教えた。
1859年（安政6年）4月下旬には、初代米国総領事のタウンゼント・ハリスが外交拠点の整備のために長崎を訪れ、同年5月初めにニューヨーク出身の実業家ジョン・G・ウォルシュ（ウォルシュ兄弟の2番目の弟）を長崎の米国領事に選任する。同年5月2日には、上海から米国聖公会の宣教師ジョン・リギンズが長崎に来日するが、ハリスとウォルシュ領事の支援の下で、岡部長常によって崇福寺境内の広徳院が提供された。当時は、まだ日米修好通商条約の発効前であり、家を手に入れる望みがないと諦めて上海に戻った者もいた中での厚遇であった。こうした優遇の背景には、前年に来日したエドワード・サイルの準備工作と長常との約束が効いていた。リギンズは長崎奉行・岡部長常の要請から立教大学の源流となる私塾を開設し、鄭幹輔、何礼之助（何礼之）、平井義十郎（平井希昌）らを含む公式通事8名に英学を教えるが、翌月25日にはチャニング・ウィリアムズも来日し、崇福寺広徳院でリギンズと同居して英学を教えた。リギンズが最初の8人への英語教授を2か月後に終えた際には、長崎奉行の長常より感謝の言葉と贈物を受けた。リギンズが長崎で執筆した『英和日用句集』は日本における英学会話書の嚆矢といわれ、その後の日本の英語教育に大きな影響を与えることとなった。同年11月7日にはオランダ改革派の宣教師グイド・フルベッキも来日し、ウィリアムズとフルベッキはそれぞれの私塾で英学を教える傍ら、長常が創設した長崎英語伝習所（後の英語稽古所、洋学所）の教授として教鞭を執った。

## 医学の普及に貢献
長崎海軍伝習所で教師を務めるポンぺは、幕府から医学教授を依頼され、1857年（安政4年）11月12日に、長崎奉行所西役所内に医学伝習所（日本における最初の西洋医学校）を設立し、長崎海軍伝習所の第二次派遣教官団であったカッテンディーケに選任されて、医学伝習所の教授となった。この医学伝習所の創設には、ポンぺから海軍伝習所で医学を含む蘭学を学んでいた松本良順も尽力した。ポンぺは松本良順と弟子12名に初講義を行ったが、後の生徒の数が増えたため、医学伝習所は西役所内から、大村町の高島秋帆邸に教室を移した。
こうした中、1858年（安政5年9月）に岡部長常は江戸詰めから再び長崎に赴任した。1859年（安政6年）に、幕府は海軍軍人養成を江戸築地の軍艦教授所（後の軍艦操練所）に一本化することを決め、長崎海軍伝習所は廃止され、教官はすべて途中契約解除となり帰国することとなった。伝習所廃止の背景には、オランダが英・米・仏など他国に配慮して、軍事技術を日本に伝授することを辞退したため、という説もある。この時ポンペは、長崎に留まり医学講義を継続することを希望し、松本良順も引き続きポンぺから学ぶことを望んだが、幕府によって海軍伝習所の派遣された松本も本来は江戸に帰らねばならなかった。そこで、松本を助けようと長崎奉行である岡部長常は長崎での医学修学の継続を江戸幕府に嘆願し、大老の井伊直弼から松本が引き続き長崎で医学を学ぶことを黙認する旨の以下の返信があった。
| 「                                              | 「大老の職が医生一人の所置を忘れたりとて、法において何の不可なることかあらん。留学費その他一切なお従前の如くせよ」とあった。 | 」 |
| —井伊直弼からの返答（松本良順『蘭疇自伝』より） | |    |

また、長常が長崎に赴任した1858年（安政5年）に、長崎市内ではコレラが蔓延する状況に見舞われた。ポンぺは長崎奉行所に衛生行政の重要性を訴え病院設立の必要を説くが、長崎奉行の岡部長常はこれを支援し、幕府は1860年（万延元年）に長崎養生所の建設を決定。1861年（文久元年）9月、養生所（小島養生所）が小島村の高台（現在の長崎市立仁田佐古小学校の敷地／長崎市西小島1丁目）に開院し、翌年大村町（現在の長崎市万才町）の医学伝習所もここに移転し、医学所として併設され松本良順が初代頭取となった。このように、長常はポンぺと松本良順らの病院設立を支え、解剖や貧民医療などにも便宜を図った。
1860年8月には、米国聖公会の宣教医のハインリッヒ・シュミットが来日し、診療所と医学塾及び英語塾を開設するとともに、無償で医療活動を行うが、来日当初は免状を得ることなく施療を行っていたが、日本人の友人から長崎奉行の許可を取ることを勧められ、シュミットは米国長崎領事のジョン・G・ウォルシュ（ウォルシュ兄弟の2番目の弟）を通じて、許可願いを出した。その結果、1861年3月15日に、長崎奉行の岡部長常より許可を得られ、日本人患者への治療が公式に認められることとなった。長常の認可の元で、シュミットは当初困難をきわめた患者への治療でも良い評判を得ることになっていったが、シュミットの高い技術と患者に対する親切な世話が人々の間に広がり、遠方からも治療を求めて多くの患者が訪れるようになったという。
ポンペのもとで学んだ者の多くが幕府や各藩から派遣された医師であったのに対し、シュミットのもとで学んだのは近隣の開業医が多かったとされ、中でも日本人医師として当時の長崎で最も活躍していた開業医も学んだ。その医師は、先述の1858年（安政5年）にコレラが流行した際に、嘔吐剤の処方によって多くの患者を救い、その後、長崎で開業医となり、多くの患者を得ていた。シュミットによれば、彼とシュミットとの関係が知られていたことから、シュミットは高い評判を得ることになったという。このように、長常の指揮の元で、幕府や各藩から派遣された医師だけでなく、地元の開業医の医療技術も進展することとなった。
さらに、長崎奉行として長崎に在任中、稲佐の地に丸山町と寄合町の遊女が出張してロシア人の船員達の相手を務めることになった。それに対してロシアの海将ニコライ・ビリレフが、遊女の梅毒検査をすることを要求してきた。長常は、松本良順に対応を諮問し、それに対して良順は受けるべきと回答した。これにより、1860年（万延元年）、日本初の梅毒検査が長崎で実施されることになり、同時に稲佐花街も誕生した。
ポンペは長常を「日本人の中における文明人」と評している。

## 長崎製鉄所の建設
長崎海軍伝習所総監の永井尚志は、在任中にオランダに大型船造修所の建設要員の派遣要請と機械類・資材の発注を行っていたが、1857年9月22日（安政4年8月5日）に幕府がオランダに発注していた蒸気軍艦2隻のうちの1隻目であるヤーパン号（咸臨丸）が長崎に入港すると、大型船造修所兼製鉄所の建設要員の一員としてヘンドリック・ハルデスが同船で来日した。ハルデスは早速、海軍伝習所の対岸にあたる浦上村淵字飽の浦の9040坪の土地を建設用地とし、1857年10月10日（安政4年8月23日）に造修所兼製鉄所の建設に着手する。その後、岡部長常の指揮の下、1861年5月4日（文久元年3月25日）に日本初の本格的な洋式工場である長崎鎔鉄所（別称・飽之浦製鉄所、後に長崎製鉄所と改称）が完成した。建設が進む間に、ハルデスは主任技師としてオランダから取り寄せた工作機械の扱いを教え、日本人の職工たちは西洋の技術を習得していった。
長崎製鉄所は、明治維新後に長崎造船所となった後、岩崎弥太郎に払い下げられて、三菱重工業長崎造船所へと発展した。

## その他の業績
その他に、長崎奉行として、踏み絵の廃止、輸出用の製茶出張所の設置、綿羊の飼養奨励、亀山焼窯の再興、人足寄場の開設、外国人相手の商人の営業組合結成、居留外国人の墓地（大浦国際墓地）の造成などを行った。